# Arachnothryx chimboracensis
Arachnothryx chimboracensis là một loài thực vật]] thuộc họ Rubiaceae. Đây là loài đặc hữu của Ecuador.